# Поляни (Борисовський район)
Поляни (біл. вёска Паляны) — село в складі Борисовського району Мінської області, Білорусь. Село підпорядковане Зембинській сільській раді, розташоване в північно-східній частині області.